# Randy Edmonds
Randy Edmonds, kanadski hokejist in hokejski trener, * 17. april 1963, North Bay, Ontario, Kanada.
Edmonds je v svoji hokejski karieri igral tri sezone za Olofströms IK v švedski 3. ligi in dve sezoni za Team Boro HC v Švedski 2. ligi, kariero je končal po sezoni 1992/93. V sezoni 1998/99 je bil trener kluba HV 71 v elitni švedski ligi, v sezoni 2008/09 pa kluba HDD Tilia Olimpija v ligi EBEL, ko je sredi sezone zamenjal Mika Posmo, še pred koncem sezone pa ga je zamenjal Dany Gelinas.

## Pregled kariere

### Hokejska kariera
Odebeljeno - reprezentančni nastopi, glej tudi Statistika pri hokeju na ledu.
| Moštvo        | Liga            | Sezona |    | Redni del | Redni del | Redni del | Redni del | Redni del | Redni del |   | Končnica | Končnica | Končnica | Končnica | Končnica | Končnica |
| ------------- | --------------- | ------ | -- | --------- | --------- | --------- | --------- | --------- | --------- | - | -------- | -------- | -------- | -------- | -------- | -------- |
| Moštvo        | Liga            | Sezona | OT | G         | P         | T         | +/-       | KM        | OT        | G | P        | T        | +/-      | KM       |          |          |
| Olofströms IK | Švedska 3. liga | 88/89  |    | 32        | 35        | 41        | 76        |           |           |   | 13       | 12       | 14       | 26       |          |          |
| Olofströms IK | Švedska 3. liga | 89/90  |    | 36        | 35        | 35        | 70        |           | 74        |   |          |          |          |          |          |          |
| Team Boro HC  | Švedska 2. liga | 90/91  |    | 28        | 16        | 12        | 28        |           | 38        |   | 11       | 5        | 4        | 9        |          | 16       |
| Team Boro HC  | Švedska 2. liga | 91/92  |    | 21        | 8         | 11        | 19        |           | 18        |   | 9        | 2        | 1        | 3        |          | 4        |
| Olofströms IK | Švedska 3. liga | 92/93  |    | 31        | 16        | 25        | 41        |           | 58        |   |          |          |          |          |          |          |
| Skupaj        |                 |        |    | 148       | 110       | 124       | 234       |           | 188       |   | 33       | 19       | 19       | 38       |          | 20       |

### Trenerska kariera
- HV 71, 1998/99
- HDD Tilia Olimpija, 2008/09